# 40... y Contando
40... Y Contando (En Vivo desde Puerto Rico) es un álbum grabado en vivo por el cantante de salsa puertorriqueño Gilberto Santa Rosa. El álbum llegó a #2 en la lista de ventas de Tropical Albums en los Estados Unidos y #1 en ventas de Puerto Rico. Este álbum fue grabado en un concierto en el Coliseo José Miguel Agrelot en San Juan, Puerto Rico, celebrando los 40 años de carrera del "Caballero de la Salsa."

## Información del álbum
El concierto de "40... Y Contando" se llevó a cabo el 17 de febrero del 2018 en el famoso "Choliseo" de Puerto Rico, donde se grabó este álbum. El álbum salió al mercado el 31 de mayo de 2019, siendo hecho disponible digitalmente para todo el mundo, mientras que físicamente se ofreció el CD en Estados Unidos/Puerto Rico y CD/DVD en México.  

## Lista de canciones[1]
| N.º | Title                                                                | Writers                               | Length |
| --- | -------------------------------------------------------------------- | ------------------------------------- | ------ |
| 1.  | Opening                                                              |                                       | 00:48  |
| 2.  | Déjate Querer                                                        | Donato Póveda                         | 05:41  |
| 3.  | Conciencia                                                           | Omar Alfanno                          | 03:16  |
| 4.  | Vino Tinto                                                           | Marisela Verena                       | 03:18  |
| 5.  | Amor De Los Amores, featuring Víctor García                          | Juan Hernández                        | 04:58  |
| 6.  | Mentira                                                              | Oscar Domingo Derudi, Gustavo Marquez | 03:05  |
| 7.  | Atrevida, featuring Paquito Guzmán                                   | Justi Barreto                         | 04:28  |
| 8.  | Agua Que Cae Del Cielo (Lluvia), junto a Willie Rosario              |                                       | 07:23  |
| 9.  | Sin Voluntad                                                         |                                       | 02:37  |
| 10. | Me Volvieron A Hablar De Ella                                        |                                       | 02:56  |
| 11. | Qué Manera De Quererte                                               |                                       | 07:08  |
| 12. | Salsa Pa’ Olvidar Las Penas, junto a Víctor Manuelle                 |                                       | 05:08  |
| 13. | Vivir Sin Ella, featuring Tito Nieves, Luis Enrique y Eddie Santiago |                                       | 07:48  |
| 14. | Conteo Regresivo                                                     |                                       | 04:24  |
| 15. | Perdóname / Lo Grande Que Es Perdonar, featuring Vico C              |                                       | 08:21  |
| 16. | Que Alguien Me Diga                                                  |                                       | 04:05  |
| 17. | La Agarro Bajando                                                    |                                       | 03:34  |